# Dobrotwór (hromada)
Dobrotwór – hromada wiejska w rejonie szeptyckim obwodu lwowskiego Ukrainy. Siedzibą hromady są Dobrotwór.
Hromadę utworzono w ramach reformy decentralizacji w 2020 r.  w ramach decentralizacji.

## Miejscowości hromady
W skład hromady wchodzi 1 osiedle typu miejskiego i 19 wsi.

- Dobrotwór – osiedle typu miejskiego, siedziba hromady
- Dolina
- Doliny
- Grzęda
- Koszekowskie
- Kozaki
- Maiki
- Matiasze
- Maziarnia Karańska
- Nieznanów
- Perekałki
- Połoniczna
- Rogale
- Rokiety
- Sielec
- Stary Dobrotwór
- Stryhanka
- Tartak
- Tyczek
- Tyszyca